# 유엔 서사하라 국민투표 임무단
유엔 서사하라 국민투표 임무단(United Nations Mission for the Referendum in Western Sahara, MINURSO)는 서사하라 지역에 대한 유엔 평화 유지 활동이다.
모로코 정착민의 투표권 문제로 국민투표권을 어디까지 부여할지에 대한 합의를 하지 못하였다.